# Nephrolepis exaltata
Espèce

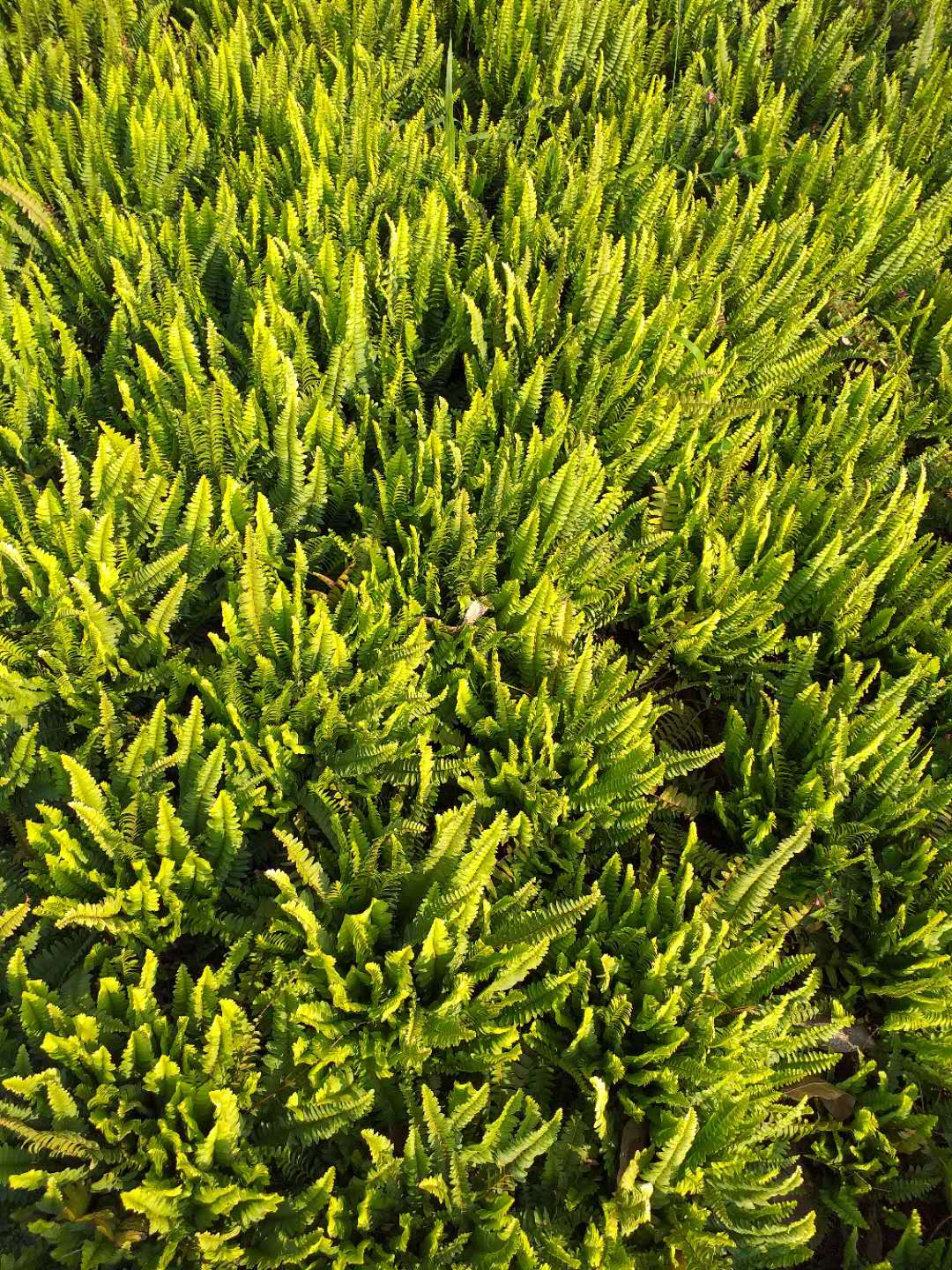
Nephrolepis exaltata

Nephrolepis exaltata est une espèce de fougère de la famille des Nephrolepidaceae (ou celles des Dryopteridaceae, ou encore d'autres familles selon les auteurs).
Elle est originaire d'Amérique : Floride, Mexique, Cuba, République dominicaine, Haïti, Jamaïque, Porto Rico, Brésil ou encore Guyane française.
Elle peut être naturalisée ailleurs. On la cultive comme plante ornementale, notamment en intérieur (les Néphrolepis étant alors dénommées « Fougères de Boston »). Elle fait partie des plantes considérées comme dépolluantes.

## Synonyme
- Polypodium exaltatum L.